# Велика црква (Митрополија)
Велика црква (Митрополија) су рушевине и темељни остаци цркве, као дела комплекса манастира познатог као Митрополија. Комплекс се налази на излазу из Горњачке клисуре. Назив потиче од народног веровања да је овде некада столовао браничевски епископ.
Сама црква и цео комплекс представљају непокретно културно добро као споменик културе од великог значаја.
Велика црква је прво сондажно археолошко истраживана седамдесетих година, а потом и систематски 1981. и 1984. године.
Црква има основу у облику моравског трикохонса са полукружним певничким апсидама, сасвим оштећеном олтарском апсидом на истоку и дозиданом полигоналном спољашњом припратом на западу. У наосу има четири слободна ступца правоугаоне основе. Црква је била украшена декоративном каменом пластиком, чији су фрагменти пронађени у њеној унутрашњости, док се на њеној западној фасади налазила велика камена розета
Очувани део цркве има дужину 19,62m, ширину 7,8m (са конхама 11,5m). Зидови дебљине 1,35m зидани су ломљеним каменом. Очувани су до 5,6m висине. Црква се датује у крај 14. века.